# Tramvajová doprava v Elblągu
V severopolském městě Elblągu je v provozu tramvajová doprava. Na tramvajové síti o délce přibližně 18,4 km jezdí dnes pět pravidelných linek o celkové délce 32 km. Tramvajová síť je úzkorozchodná, rozchod kolejí je 1000 mm.

## Historie
V Elblągu začaly jezdit tramvaje v roce 1895. V tomto roce byly zprovozněny první dvě linky elektrických tramvají, které spojovaly městské čtvrtě se středem města. V následujících letech se tramvajová doprava rozvíjela, zastavila ji až druhá světová válka, respektive její konec, kdy bylo kobercovým bombardováním spojenců zničeno 60 % města.
Po ukončení bojů v roce 1945 byly znovuzprovozněny tři linky o délce 15 km. V 60. letech 20. století bylo v Elblągu, podobně jako v mnoha jiných, nejen polských městech, rozhodnuto o likvidaci tramvajové dopravy a jejím nahrazení dopravou autobusovou. Ropná krize v 70. letech však tyto plány překazila. Ještě předtím byla ale zrušena tramvajová trať do Sadyby o délce 2 km. První prodloužení po mnoha letech nastalo v roce 1986, kdy byla zprovozněna nová, přibližně 1,5 km dlouhá trať do sídliště Zawada na severu města. Další prodloužení na sebe nechalo čekat dalších 16 let. V roce 2002 byla uvedena do provozu další trať do Zawady (tentokrát po ulici Płk. Dąbka), která umožňuje rychlejší a kvalitnější spojení sídliště s centrem města. Zatím poslední nový úsek byl zprovozněn na konci roku 2006, kdy začaly tramvaje jezdit z konečné Ogólna (ta byla zrušena) do nové smyčky Ogólna/Broniewskiego. V blízké budoucnosti (do roku 2013) se plánuje postavit dalších 15 km nových tratí.
Zajímavostí je, že se ve městě zatím hojně vyskytují jednokolejné úseky s výhybnami. Nové tratě se však již staví jako dvojkolejné a staré se zkapacitňují přidáním druhé koleje.

## Linky
Stav k 23.12.2019.
| Linka | Trasa |
| ----- | --- |
|       | Ogólna ↔ Druska Ogólna – Płk. Dąbka – Obrońców Pokoju – Browarna – Robotnicza – Rycerska – 1 Maja – 3 Maja – aleja Grunwaldzka – Druska                       |
|       | Marymoncka ↔ Druska Marymoncka – Królewiecka – Rycerska – 1 Maja – 3 Maja – aleja Grunwaldzka – Druska                                                        |
|       | Ogólna ↔ Saperów Ogólna – Płk. Dąbka – Obrońców Pokoju – Browarna – Robotnicza – Rycerska – 1 Maja – Grobla Świętego Jerzego – Generała Józefa Bema – Saperów |
|       | Ogólna ↔ Druska Ogólna – Płk. Dąbka – 12 Lutego – Generała Stefana Grota-Roweckiego – Grobla Świętego Jerzego – 3 Maja – aleja Grunwaldzka – Druska           |
|       | Ogólna ↔ Saperów Ogólna – Płk. Dąbka – 12 Lutego – Generała Stefana Grota-Roweckiego – Grobla Świętego Jerzego – Generała Józefa Bema – Saperów               |

## Vozový park
V současné době je v provozu přibližně 29 tramvají následujících typů:
| Soubor | Typ                   | Začátek provozu | Počet vozů |
| ------ | --------------------- | --------------- | ---------- |
|        | Konstal 805Na         | 1980            | 12         |
|        | Konstal 805N-Enika    | 2005            | 5          |
|        | Pesa 121N             | 2006            | 6          |
|        | MAN M8C               | 2013            | 3          |
|        | Duewag M8C            | 2016            | 3          |
|        | Moderus Beta MF 09 AC |                 | 3/5        |
| Spolu  | Spolu                 | Spolu           | 29         |